# Самоходно-артиллерийский полк РККА
Самоходно-артиллерийский полк — тактическое формирование (воинская часть, полк) бронетанковых и механизированных войск (БТМВ) Рабоче-крестьянской Красной армии (РККА) ВС Союза ССР, времён Великой Отечественной войны.
Сокращённое действительное наименование формирования, применяемое в рабочих документах — сап, например 378 гв.тсап. Полк являлся основной организационной единицей самоходной артиллерии РККА в годы ВОВ.

## История
В период Великой Отечественной войны руководство ВС Советского Союза понимая важность артиллерии в наступлении, и особенно самоходной, которая являлась средством усиления действия стрелковых и танковых формирований в бою (операции). Первые самоходно-артиллерийские полки формировались с декабря 1942 года на базе танковых полков и батальонов, истребительно-противотанковых полков и дивизионов. Подготовкой «самоходов» занимался Учебный центр самоходной артиллерии в посёлке Клязьма. Самоходно-артиллерийские полки первоначально были средством Резерва верховного главнокомандования (РВГК).
Самоходно-артиллерийские полки затем вводились в состав танковых, механизированных, кавалерийских корпусов и служили в качестве огневого усиления соединения. Кроме того, самоходно-артиллерийские полки входили в состав самоходно-артиллерийских бригад. Танковые армии РККА с апреля 1943 года штатно имели два самоходно-артиллерийских полка.
Обладая такой же скоростью, что и танки, самоходки в составе танковых и механизированных корпусов могли совершать прорывы и засады, не отставая от танков. Уже в Курской битве самоходки показали свою эффективность в составе 5-й гвардейской танковой армии под командованием П. А. Ротмистрова. Формирование самоходно-артиллерийских полков находилось под непосредственным контролем И. В. Сталина. САУ занимали весомый сегмент бронетехники РККА. К началу Висло-Одерской операции в составе 1-го Белорусского фронта насчитывалось 1 950 танков и 1 254 САУ — самоходки составляли, таким образом, 40 % численности БТТ. К началу Берлинской операции, количество самоходок 1-го Белорусского фронта выросло до 1 417 единиц.
Помимо действия в составе корпусов, в качестве усиления самоходно-артиллерийские полки могли придаваться танковым бригадам в полосе наступления.
Самоходно-артиллерийские полки имели общую нумерацию с артиллерийскими полками.
На 9 мая 1945 года в Красной Армии имелось 256 самоходно-артиллерийских полков (119 лёгких, 81 средних и 56 тяжёлых).

## Состав
Поначалу полки имели командование, четыре батареи лёгких САУ и две батареи средних САУ (по четыре САУ в каждой батарее). Таким образом, всего в полку находилось 25 САУ (24 + одна командирская). 
Однако из-за трудностей с материально-техническим обслуживанием, снабжением и боевыми применением с весны 1943 года состав полков стал единообразным. Полки стали подразделяться на тяжёлые, средние и лёгкие. В тяжёлых самоходно-артиллерийских полках по штату № 08/218 (1943 год) насчитывалось по 12 САУ СУ-152 (6 батарей по две САУ, затем четыре батареи по три САУ), в средних 16 САУ СУ-122 (четыре батареи по четыре САУ) и в лёгких по 20 САУ СУ-76 (пять батарей по четыре САУ). Также управление полка имело один танк или одну САУ. В ходе войны организационно-штатная структура полков подвергалась изменениям.
Подразделения обеспечения включали в себя отдельные взводы: управления, транспортный, ремонтный, боепитания, а также полковой медицинский пункт и хозяйственное отделение.
В связи с успехами оборонной промышленности Союза ОШС полков самоходной артиллерии постоянно совершенствовалась.

### 1943 год
| Тяжёлый сап (штат № 08/218 (1943 г.)) | Средний сап (штат № 010/453 (апрель 1943 г.)) | Лёгкий сап (штат № 010/456 (апрель 1943 г.)) |
| --- | --- | --- |
| Управление полка Штаб полка взвод управления 1-я батарея СУ-152 (две СУ-152) 2-я батарея СУ-152 (две СУ-152) 3-я батарея СУ-152 (две СУ-152) 4-я батарея СУ-152 (две СУ-152) 5-я батарея СУ-152 (две СУ-152) 6-я батарея СУ-152 (две СУ-152) Взвод боепитания Хозяйственное отделение Парковый взвод Полковой медицинский пункт Артиллерийская техническая мастерская | Управление полка Штаб полка взвод управления (один Т-34, командира полка, один БА-64) 1-я батарея (четыре СУ-122) 2-я батарея (четыре СУ-122) 3-я батарея (четыре СУ-122) 4-я батарея (четыре СУ-122) Взвод боепитания Ремонтный взвод Транспортный взвод Полковой медицинский пункт Хозяйственное отделение | Управление полка Штаб полка взвод управления (одна СУ-76, командира полка) 1-я батарея (четыре СУ-76) 2-я батарея (четыре СУ-76) 3-я батарея (четыре СУ-76) 4-я батарея (четыре СУ-76) 5-я батарея (четыре СУ-76) Взвод боепитания Ремонтный взвод Транспортный взвод Полковой медицинский пункт Хозяйственное отделение |

### 1944 год
| Тяжёлый сап (штат № 010/461 (1944 г.)) | Средний сап (штат № 010/462 (1944 г.)) | Лёгкий сап (штат № 010/484 (октябрь 1943 г.)) |
| --- | --- | --- |
| Управление полка Штаб полка взвод управления (одна ИСУ-152, командира полка) 1-я батарея (пять ИСУ-152) 2-я батарея (пять ИСУ-152) 3-я батарея (пять ИСУ-152) 4-я батарея (пять ИСУ-152) Рота автоматчиков Взвод боепитания Ремонтный взвод Транспортный взвод Саперный взвод Полковой медицинский пункт Хозяйственное отделение | Управление полка Штаб полка взвод управления (одна СУ-85, командира полка) 1-я батарея (пять СУ-85) 2-я батарея (пять СУ-85) 3-я батарея (пять СУ-85) 4-я батарея (пять СУ-85) Рота автоматчиков Взвод боепитания Ремонтный взвод Транспортный взвод Саперный взвод Полковой медицинский пункт Хозяйственное отделение | Управление полка Штаб полка взвод управления (одна СУ-76, командира полка) 1-я батарея (пять СУ-76) 2-я батарея (пять СУ-76) 3-я батарея (пять СУ-76) 4-я батарея (пять СУ-76) Взвод боепитания Ремонтный взвод Транспортный взвод Полковой медицинский пункт Хозяйственное отделение |